# 迭戈·罗德里格斯 (政治人物)
迭戈·罗德里格斯（英語：Diego Rodriguez）是一位美国政治家。2019年1月14日以民主党党员身份成为了亚利桑那州众议院的代表，他于2018年当选并接替了州众议员丽贝卡·里奥斯（Rebecca Rios），在这之后，丽贝卡·里奥斯参选了州参议员。

## 经历
他毕业于圣母大学，之后搬迁到了亚利桑那州，他在那里上了法学院并建立了自己的律师事务所。

## 外部連結
- 维基共享资源上的相關多媒體資源：迭戈·罗德里格斯